# Coalición Cartago Unido
La Coalición Cartago Unido fue una coalición electoral costarricense formada para las elecciones de alcaldes de 2010 por siete partidos y que presentó una papeleta unida de candidatos a alcalde y vicealcaldes para el cantón central de Cartago, cabecera de la provincia homónima. 
La coalición estaba conformada formalmente por los partidos Acción Ciudadana, Frente Amplio, Unidad Social Cristiana y Verde Ecologista, a los cuales informalmente se unieron Alianza Patriótica, Movimiento Libertario y Accesibilidad Sin Exclusión.
El 28 de septiembre de 2010 la Coalición Cartago Unido presentó como candidatos a Luis Gerardo Gutiérrez Pimentel para alcalde, Cristie Molina Pacheco para primera vicealcaldesa y Errol Pereira Torres para segundo vicealcalde.
La coalición obtuvo el 46,6% de los votos pero perdió ante el candidato del liberacionismo Rolando Rodríguez del Partido Liberación Nacional que obtuvo el 53%, uno de los partidos más fuertes y arraigados en la provincia cartaginesa. No obstante la derrota, los resultados fueron más altos de lo esperado pues se esperaba que el PLN ganara por un margen mucho mayor.
En 2019 de cara a las elecciones municipales de 2020 los partidos Frente Amplio y Acción Ciudadana revivieron el nombre de la coalición para disputar la alcaldía.